# Jehue Gordon
Jehue Gordon (ur. 15 grudnia 1991) – trynidadzko-tobagijski lekkoatleta specjalizujący się w biegu na 400 metrów przez płotki, mistrz świata.
Wielokrotny mistrz i rekordzista kraju. Międzynarodową karierę zaczynał w roku 2008 w Bydgoszczy starem w mistrzostwach świata juniorów – w rywalizacji na 400 m przez płotki dotarł do półfinału tej imprezy, biegł także na trzeciej zmianie w eliminacjach sztafety 4 x 400 metrów, która wywalczyła awans do finału (w finale Gordona zastąpił Emanuel Mayers, a sztafeta Trynidadu i Tobago została zdyskwalifikowana). W 2009 zdobył brązowy medal na mistrzostwach Ameryki Środkowej i Karaibów, a w Berlinie podczas mistrzostw świata odniósł sukces zajmując 4. miejsce. Złoty medalista mistrzostw Ameryki Środkowej i Karaibów juniorów oraz CARIFTA Games. Złoty medalista rozgrywanych w Moncton w lipcu 2010 mistrzostw świata juniorów. Drugi w karierze brązowy medal mistrzostw Ameryki Środkowej i Karaibów zdobył w 2011. W 2012 zajął 6. miejsce podczas igrzysk olimpijskich w Londynie. Rok później został w Moskwie mistrzem świata. Srebrny i brązowy medalista igrzysk Wspólnoty Narodów w Glasgow (2014).
Rekord życiowy w biegu na 400 m przez płotki: 47,69 (15 sierpnia 2013, Moskwa) – rekord Trynidadu i Tobago. 18 sierpnia 2009 ustanowił wynikiem 48,26 juniorski rekord Ameryki Północnej, Środkowej i Karaibów.

## Osiągnięcia
| Rok  | Impreza                                     | Miejsce        | Pozycja    | Konkurencja                | Wynik   |
| ---- | ------------------------------------------- | -------------- | ---------- | -------------------------- | ------- |
| 2008 | Mistrzostwa świata juniorów                 | Bydgoszcz      | półfinał   | bieg na 400 m przez płotki | 52,26   |
| 2008 | Mistrzostwa świata juniorów                 | Bydgoszcz      | eliminacje | sztafeta 4 x 400 m         | 3:07,60 |
| 2009 | Mistrzostwa Ameryki Środkowej i Karaibów    | Hawana         | 3. miejsce | bieg na 400 m przez płotki | 49,45   |
| 2009 | Mistrzostwa Ameryki Środkowej i Karaibów    | Hawana         | 6. miejsce | sztafeta 4 x 400 m         | 3:05,17 |
| 2009 | Mistrzostwa panamerykańskie juniorów        | Port-of-Spain  | 2. miejsce | bieg na 400 m przez płotki | 50,08   |
| 2009 | Mistrzostwa panamerykańskie juniorów        | Port-of-Spain  | 2. miejsce | sztafeta 4 x 400 m         | 3:07,70 |
| 2009 | Mistrzostwa świata                          | Berlin         | 4. miejsce | bieg na 400 m przez płotki | 48,26   |
| 2010 | Mistrzostwa Ameryki Śr. i Karaibów juniorów | Santo Domingo  | 1. miejsce | bieg na 400 m przez płotki | 50,26   |
| 2010 | Mistrzostwa Ameryki Śr. i Karaibów juniorów | Santo Domingo  | 1. miejsce | sztafeta 4 x 400 m         | 3:08,19 |
| 2010 | Mistrzostwa świata juniorów                 | Moncton        | 1. miejsce | bieg na 400 m przez płotki | 49,30   |
| 2011 | Mistrzostwa Ameryki Środkowej i Karaibów    | Mayagüez       | 3. miejsce | bieg na 400 m przez płotki | 50,10   |
| 2011 | Mistrzostwa świata                          | Daegu          | półfinał   | bieg na 400 m przez płotki | 49,08   |
| 2012 | Igrzyska olimpijskie                        | Londyn         | 6. miejsce | bieg na 400 m przez płotki | 48,86   |
| 2013 | Mistrzostwa świata                          | Moskwa         | 1. miejsce | bieg na 400 m przez płotki | 47,69   |
| 2013 | Mistrzostwa świata                          | Moskwa         | 6. miejsce | sztafeta 4 x 400 m         | 3:01,74 |
| 2014 | Igrzyska Wspólnoty Narodów                  | Glasgow        | 2. miejsce | bieg na 400 m przez płotki | 48,75   |
| 2014 | Igrzyska Wspólnoty Narodów                  | Glasgow        | 3. miejsce | sztafeta 4 x 400 m (elim.) | 3:01,51 |
| 2015 | Igrzyska panamerykańskie                    | Toronto        | 1. miejsce | sztafeta 4 x 400 m (elim.) | 2:59,60 |
| 2015 | Mistrzostwa świata                          | Pekin          | eliminacje | bieg na 400 m przez płotki | 49,91   |
| 2016 | Igrzyska olimpijskie                        | Rio de Janeiro | eliminacje | bieg na 400 m przez płotki | 49,90   |